# Yuduan
Yuduan (kinesiska: 育塅, 育塅乡) är en socken i Kina. Den ligger i provinsen Hunan, i den södra delen av landet, omkring 67 kilometer sydväst om provinshuvudstaden Changsha. Antalet invånare är 30564. Befolkningen består av 15 056 kvinnor och 15 508 män. Barn under 15 år utgör 17,0 %, vuxna 15-64 år 69 %, och äldre över 65 år 12,0 %.
Genomsnittlig årsnederbörd är 1 784 millimeter. Den regnigaste månaden är maj, med i genomsnitt 354 mm nederbörd, och den torraste är oktober, med 38 mm nederbörd.